# João Pizarro Gabizo
João Pizarro Gabizo (Rio de Janeiro, 20 de outubro de 1845 – Rio de Janeiro, 16 de maio de 1904) foi um médico brasileiro.
Foi eleito membro honorário da Academia Nacional de Medicina em 3 de novembro de 1903.